# Чемпионат Уругвая по футболу 1945
Примера А Уругвая по футболу 1945 года — очередной сезон лиги. Турнир проводился по двухкруговой системе в 18 туров. Все клубы из Монтевидео. Клуб, занявший последнее место, выбыл из лиги.

## Таблица
| №  | Клуб                 | И  | В  | Н | П  | Заб | Проп | Очки |
| 1  | Пеньяроль            | 18 | 15 | 1 | 2  | 60  | 19   | 31   |
| 2  | Насьональ            | 18 | 10 | 5 | 3  | 54  | 28   | 25   |
| 3  | Дефенсор             | 18 | 8  | 6 | 4  | 37  | 31   | 22   |
| 4  | КА Ривер Плейт       | 18 | 8  | 5 | 5  | 33  | 29   | 21   |
| 5  | Сентраль             | 18 | 8  | 3 | 7  | 39  | 37   | 19   |
| 6  | Рампла Хуниорс       | 18 | 7  | 5 | 6  | 31  | 33   | 19   |
| 7  | Ливерпуль            | 18 | 4  | 6 | 8  | 31  | 35   | 14   |
| 8  | Мирамар              | 18 | 6  | 2 | 10 | 25  | 42   | 14   |
| 9  | Монтевидео Уондерерс | 18 | 2  | 4 | 12 | 16  | 40   | 8    |
| 10 | Суд Америка          | 18 | 2  | 3 | 13 | 26  | 58   | 7    |

## Матчи

### Тур 1
| Насьональ — Рампла Хуниорс 3:1     |
| Пеньяроль — Ливерпуль 8:2          |
| Ривер Плейт — Уондерерс 5:2        |
| Суд Америка — Мирамар Мисьонес 4:2 |
| Дефенсор — Сентраль 2:1            |

### Тур 2
| Пеньяроль — Уондерерс 3:1        |
| Ривер Плейт — Суд Америка 1:0    |
| Насьональ — Мирамар Мисьонес 1:1 |
| Дефенсор — Ливерпуль 2:1         |
| Сентраль — Рампла Хуниорс 4:0    |

### Тур 3
| Сентраль — Насьональ 3:3         |
| Мирамар Мисьонес — Пеньяроль 2:1 |
| Ривер Плейт — Дефенсор 2:2       |
| Рампла Хуниорс — Суд Америка 5:1 |
| Уондерерс — Ливерпуль 3:1        |

### Тур 4
| Пеньяроль — Рампла Хуниорс 2:0   |
| Ривер Плейт — Насьональ 4:3      |
| Мирамар Мисьонес — Ливерпуль 3:2 |
| Сентраль — Уондерерс 3:1         |
| Дефенсор — Суд Америка 5:3       |

### Тур 5
| Насьональ — Суд Америка 5:2           |
| Пеньяроль — Сентраль 4:1              |
| Дефенсор — Уондерерс 2:1              |
| Рампла Хуниорс — Мирамар Мисьонес 2:2 |
| Ривер Плейт — Ливерпуль 1:0           |

### Тур 6
| Пеньяроль — Ривер Плейт 5:0     |
| Уондерерс — Суд Америка 2:1     |
| Насьональ — Дефенсор 3:1        |
| Ливерпуль — Рампла Хуниорс 2:2  |
| Сентраль — Мирамар Мисьонес 4:0 |

### Тур 7
| Насьональ — Уондерерс 4:2        |
| Пеньяроль — Суд Америка 4:0      |
| Сентраль — Ливерпуль 2:2         |
| Рампла Хуниорс — Ривер Плейт 4:1 |
| Дефенсор — Мирамар Мисьонес 2:1  |

### Тур 8
| Пеньяроль — Насьональ 2:1        |
| Ливерпуль — Суд Америка 4:0      |
| Дефенсор — Рампла Хуниорс 2:2    |
| Ривер Плейт — Сентраль 5:1       |
| Мирамар Мисьонес — Уондерерс 2:1 |

### Тур 9
| Насьональ — Ливерпуль 3:1          |
| Пеньяроль — Дефенсор 2:1           |
| Ривер Плейт — Мирамар Мисьонес 1:0 |
| Сентраль — Суд Америка 3:2         |
| Рампла Хуниорс — Уондерерс 1:0     |

### Тур 10
| Рампла Хуниорс — Насьональ 3:2     |
| Пеньяроль — Ливерпуль 3:1          |
| Ривер Плейт — Уондерерс 1:0        |
| Мирамар Мисьонес — Суд Америка 1:0 |
| Дефенсор — Сентраль 1:1            |

### Тур 11
| Пеньяроль — Уондерерс 3:0        |
| Ривер Плейт — Суд Америка 1:1    |
| Насьональ — Мирамар Мисьонес 3:0 |
| Ливерпуль — Дефенсор 1:0         |
| Рампла Хуниорс — Сентраль 3:1    |

### Тур 12
| Насьональ — Сентраль 2:0         |
| Пеньяроль — Мирамар Мисьонес 4:1 |
| Дефенсор — Ривер Плейт 3:1       |
| Рампла Хуниорс — Суд Америка 3:2 |
| Уондерерс — Ливерпуль 1:1        |

### Тур 13
| Пеньяроль — Рампла Хуниорс 5:2   |
| Ривер Плейт — Насьональ 1:1      |
| Ливерпуль — Мирамар Мисьонес 6:0 |
| Сентраль — Уондерерс 3:0         |
| Дефенсор — Суд Америка 4:2       |

### Тур 14
| Насьональ — Суд Америка 8:1           |
| Пеньяроль — Сентраль 3:1              |
| Дефенсор — Уондерерс 1:1              |
| Мирамар Мисьонес — Рампла Хуниорс 3:0 |
| Ривер Плейт — Ливерпуль 0:0           |

### Тур 15
| Пеньяроль — Ривер Плейт 2:1     |
| Уондерерс — Суд Америка 1:1     |
| Насьональ — Дефенсор 3:3        |
| Ливерпуль — Рампла Хуниорс 1:0  |
| Сентраль — Мирамар Мисьонес 3:2 |

### Тур 16
| Насьональ — Уондерерс 5:0        |
| Пеньяроль — Суд Америка 6:1      |
| Сентраль — Ливерпуль 3:2         |
| Рампла Хуниорс — Ривер Плейт 1:1 |
| Дефенсор — Мирамар Мисьонес 3:2  |

### Тур 17
| Насьональ — Пеньяроль 2:1        |
| Ливерпуль — Суд Америка 2:2      |
| Рампла Хуниорс — Дефенсор 2:1    |
| Сентраль — Ривер Плейт 4:2       |
| Мирамар Мисьонес — Уондерерс 3:0 |

### Тур 18
| Насьональ — Ливерпуль 2:2          |
| Пеньяроль — Дефенсор 2:2           |
| Ривер Плейт — Мирамар Мисьонес 5:0 |
| Суд Америка — Сентраль 3:1         |
| Рампла Хуниорс — Уондерерс 0:0     |

## Рекорды турнира
- Самый результативный матч: Пеньяроль — Ливерпуль 8:2 (1-й тур)
- Самая крупная победа: Насьональ — Суд Америка 8:1 (14-й тур)